# Grúziáért (párt)
A Grúziáért (grúzul საქართველოსთვის, Sakartvelostvis) egy politikai párt Grúziában, melyet 2021-ben alapított meg Giorgi Gakharia egykori miniszterelnök, aki korábban a Grúz Álom nevű párt színeiben politizált.
A párt a szabadpiaci elveken alapuló pragmatikus gazdaságpolitika kialakítására törekszik, valamint olyan szociális védelmi rendszer létrehozására, amely alapvető szolgáltatásokat nyújt a lakosság szegényebb rétegeinek. Céljuk még megerősíteni a jogállamiságot, megreformálni az oktatási rendszert a versenyképes humán tőke megteremtése érdekében, a bürokrácia és a centralizáció csökkentése, valamint Grúzia további integrációja az Európai Unióba és a NATO-ba.

## A párt elnökei
| Név                | hivatal kezdete | hivatal vége |
| ------------------ | --------------- | ------------ |
| A Grúzáért elnökei |                 |              |
| Giorgi Gakharia    | 2021. május 29. | hivatalban   |

## Választási eredmények
| Választás | Szavazatok száma | Szavazatok aránya | Mandátumok száma | Mandátumok aránya | Parlamenti szerepe |
| --------- | ---------------- | ----------------- | ---------------- | ----------------- | ------------------ |
| 2024-es   | 161 521          | 7,78%             | 12               | 8%                | ellenzék           |

## Külső hivatkozások
- A párt hivatalos honlapja